# 29e régiment de dragons
Le 29e régiment de dragons (ou 29e RD), est une unité de cavalerie de l'armée française, créé sous le Premier Empire à partir du 11e régiment de hussards, dont l'origine remonte aux corps de cavalerie de la légion germanique et de cavalerie Révolutionnaire deux corps de cavaliers volontaires nationaux constitués pendant la Révolution française.
Elle est actuellement dissoute.

## Création et différentes dénominations
- 26 juin 1793 : création du 11e régiment de hussards avec la cavalerie de la légion germanique et du corps appelé cavalerie Révolutionnaire
- 2 nivôse an XII (23 décembre 1802) : le 11e régiment de hussards prend le nom de 29e régiment de dragons
- 18 juin 1811 : le 29e dragons est transformé en 6e régiment de chevau-légers lanciers[1].
- Le no 29 devient vacant.

- 1890 : Création du 29e régiment de dragons
- 1940 : Dissous
- 1944 : 29e régiment de dragons
- 1945 : Dissous
- 1955 : 29e régiment de dragons
- 1964 : Dissous

(Régiment de réserve de 1973 à 1988 mis sur pied par le CM 72 de Coulommiers puis au CM 29 de Provins) et enfin puis par le CM 421 Fort de Romainville

## Garnisons
- 1890 : Alençon
- 1894 - 1914 : Provins à la 7e brigade de dragons, à la 7e division de cavalerie d'août 1914 à novembre 1918.
- 1919 - 1923 : Provins
- 1923 - 1924 : Occupation de la Ruhr
- 1924 - 1939 : Provins
- novembre 1955 - décembre 1955 : Fritzlar (FFA) puis Vannes
- décembre 1955 - avril 1959 : Algérie - Kherrata
- avril 1959 - avril 1961 : Algérie - PC à Tarf (barrage tunisien)
- avril 1959 - avril 1961 : Algérie -  escadrons à Oumm Téboul, Roum el souk, Yusuf, Toustain, Lacroix
- avril 1961 - mars 1962 : Algérie - 14eD.I
- mars 1962 - mai 1964 : Alma Camp Bonvalot et Rouiba pour le 3e Escadron - Algérois
- juillet 1964 : retour en métropole à Arras (dissolution)

## Chefs de corps
- 1901 : colonel Wignacourt
- 1907 : de Gerus
- 1910 : Henry de Mitry (futur général)
- 1935 - 1938 : colonel de La Font Chabert
- 1938 - 1940 : colonel Baruteau
- 1955 : Viotte
- 1956 : Cretin (+)
- 1956 : de Fombelle
- 1956 : Grimbert
- 1958 : Prudhomme
- 1960 : de Chery
- 1960 : de Pradel de Lamaze
- 1964 : Lassalle

Chefs de corps du régiment de réserve
- 1972 : Marel
- 1975 : Dubreuil
- 1980 : Drivière
- 1983 : Roussin
- 1985 : Chastel
- 1986 : Lacheny

## Historique des garnisons, combats et batailles du29eDragons

### Guerres de la Révolution et de l'Empire
- 1805-1808 : Italie
  - 1805 : Bataille de Caldiero
- 1809 : Allemagne
  - 1809 : Bataille de Wagram

### Première Guerre mondiale

#### 1914
- Première bataille d'Ypres
- Bataille de l'Ourcq

#### 1915
La seconde bataille de l'Artois

#### 1918
- Picardie (1918)
- Bataille de l'Aisne (1918)

## Organisation au 10 mai 1940
- 1re Armée général Blanchard
  - 2e DLM (général Bougrain) 
    - 3e brigade légère mécanique (général Testard)
      - 13e régiment de dragons
      - 29e régiment de dragons

## Bataille de France
- 12-14 mai 1940 : Bataille de Hannut, Belgique
- 31 mai-1 juin 1940 : Bataille de Dunkerque, France
- 6-24 juin 1940 : seconde phase de la Bataille de France
- 11 juillet 1940 : dissolution

### De 1945 à nos jours
- 1956-1960 : Guerre d'Algérie (ou Événements d'Algérie)
- Au cessez-le-feu du 19 mars 1962 en Algérie, le 29e Régiment de Dragons créé, comme 91 autres régiments, une des 114 unités de la force locale (accords d'Évian du 18 mars 1962). Le 29e RD forme une unité de la Force locale de l'ordre Algérienne à Beni Hamidan, la 423° UFL-UFO composé de 10 % de militaires métropolitains et de 90 % de militaires musulmans, qui, pendant la période transitoire devait être au service de l'exécutif provisoire algérien, jusqu'à l'indépendance de l'Algérie.

## Devise
« Je prends villes et canons. »

## Étendard
Il porte, cousues en lettres d'or dans ses plis, les inscriptions suivantes, :
- Caldiéro, 1805
- Wagram 1809
- L'Ourcq 1914
- Picardie 1918
- L'Aisne 1918
- AFN 1952-1962

## Décorations

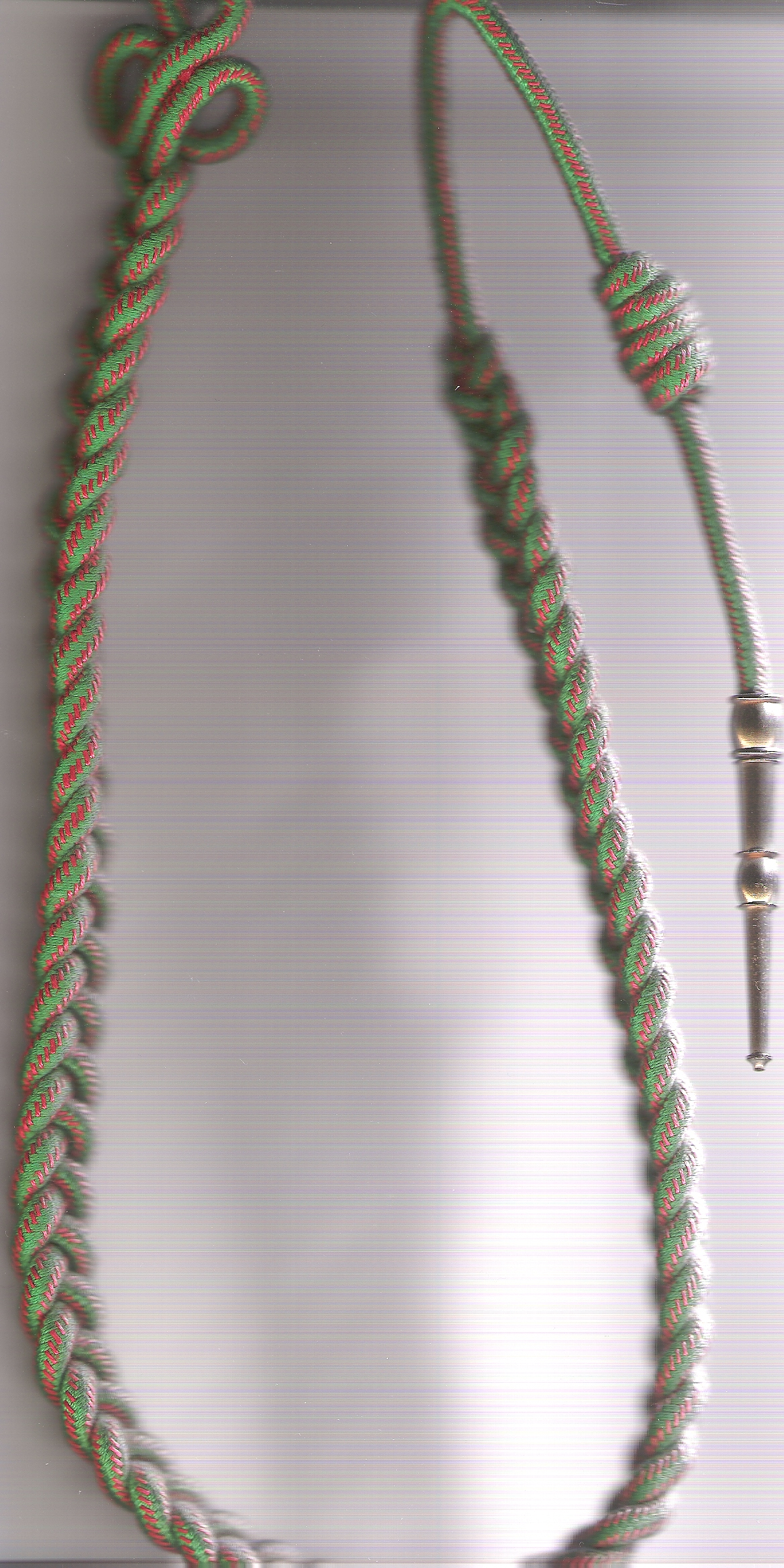
Fourragère aux couleurs du ruban de la Croix de guerre 1914-1918

- Croix de guerre 1914-1918 avec deux palmes.
- Croix de guerre 1939-1945 avec une palme.
- La fourragère aux couleurs du ruban de la Croix de guerre 1914-1918.

## Insignes
Héraldique :
L'insigne représente la tour César, monument caractéristique de la ville de Provins où le régiment tenait garnison, depuis 1893, au moment de la création de l'insigne (janvier 1939).
Au pied de la tour, un dragon fabuleux soutient un écusson aux couleurs de l'uniforme porté par le régiment sous le 1er Empire.

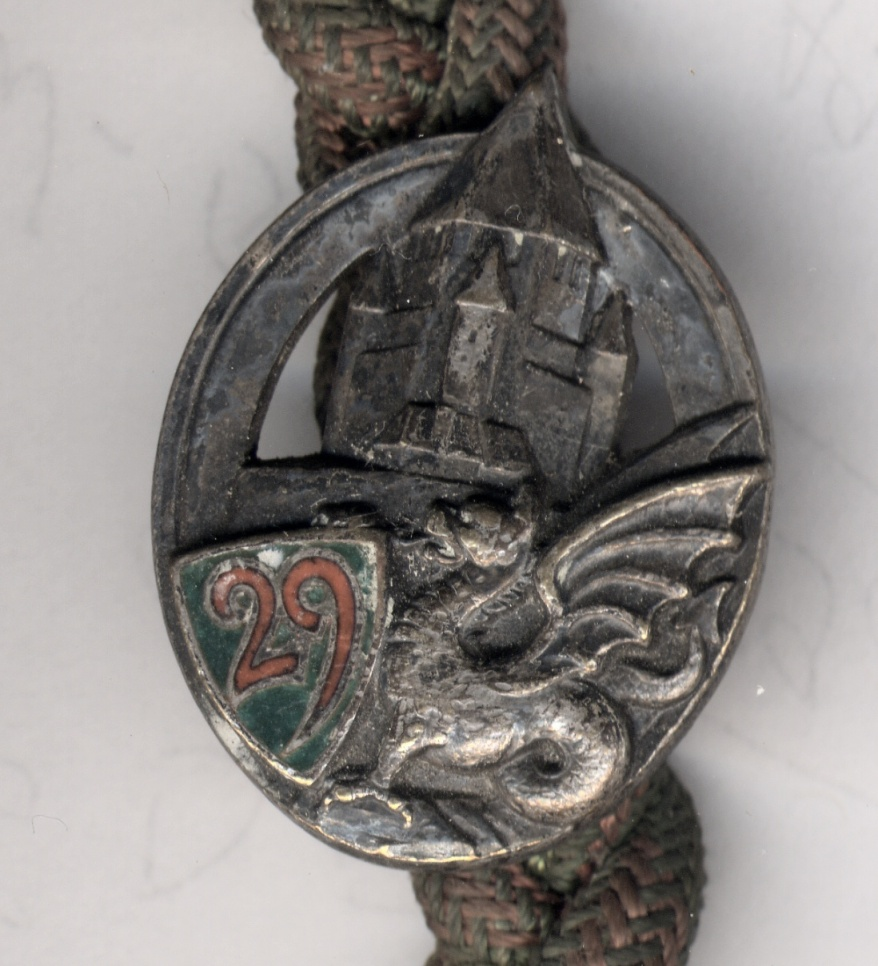
Insigne du 29°Régiment de Dragons

Deux autres insignes sont apparus après 1945 :
1. une aigle couronnée surmontant une plaque de hausse-col frappée du chiffre 29; à un casque de dragons au plumet rouge et queue de cheval noire brochant sur deux sabres dans leurs fourreaux, le tout brochant sur l'aigle, le tout d'or.
2. en 1962, création d'un nouvel insigne par le Colonel de Lamaze : écu français de sinople à la bordure orangée portant une aigle s'essorant à dextre et tenant en ses serres le chiffre 29, le tout d'or; l'écu surmonté d'un casque de dragons à plumet blanc et queue de cheval noire. Insigne dessiné par moi-même!
En 1964, le régiment fut dissous et devint le 7e Régiment de Chasseurs, basé à Arras.

## Personnalités ayant servi au régiment
- Robert Altmayer (1875-1959), général français,
- Paul Bénazet (1876-1948), député français,
- Julien Chabert (1905-1978), résistant français, Compagnon de la Libération.

### Sources et bibliographie
- Général de brigade Philippe Peress  31, rue Hoche  49400 Saumur.
- Musée des Blindés ou Association des Amis du Musée des Blindés 1043, route de Fontevraud, 49400 Saumur.
- Général Andolenko, Recueil d'historique de l'arme blindée et de la cavalerie, Paris, Eurimprim, 1968
- Historique du 29e régiment de dragons, Nancy, Impr. Berger-Levrault, 54 p., lire en ligne sur Gallica.